# Roberto Orsini
Pour les articles homonymes, voir Orsini.
Roberto Orsini, né à Pacentro et mort le 29 janvier 1479 à Montepulciano est un noble et condottiere italien, comte d'Albe, Nola et Tagliacozzo, baron de Corbara et Paterno, seigneur de Pacentro, San Gregorio da Sassola, San Polo dei Cavalieri et Sant'Angelo Romano, et grand connétable du royaume de Naples. Il est connu pour combattre sans casque, une attitude qui lui a valu le surnom de « chevalier intrépide ».

## Biographie
Il naît au château de Pacentro dans la famille Orsini, fils de Carlo Orsini, comte de Tagliacozzo, et de Paola Orsini.
En 1459, le pape Pie II le nomme commandant de la cavalerie des États pontificaux, pour soutenir les Aragonais contre le duc de Lorraine Jean d'Anjou-Valois. Il combat ensuite à la bataille de Sarno le 7 juillet 1460, au cours de laquelle le roi du royaume de Naples, Ferrante d'Aragon, est vaincu et blessé. Lors de la bataille de Troia en 1462, qui se conclue par la victoire des Aragonais, Roberto Orsini se distingue par sa bravoure. En 1464, il obtient avec son frère Napoléon d'Orsini l'investiture d'Albe et Tagliacozzo.
En 1467, il se rend en Toscane pour soutenir Pierre Ier de Médicis, seigneur de Florence. Il combat contre Venise lors de la bataille de Riccardina, dans la région de Bologne, au cours de laquelle le condottiere Bartolomeo Colleoni est vaincu.
Il meurt de la peste le 29 janvier 1479, près de Montepulciano, à côté de Sienne, où il est enterré dans l'église du mont des oliviers.

## Descendance
Roberto Orsini épouse Violante Sanseverino, avec qui il a quatre filles :
- Francesca, qui épousa d'abord Francesco Antonio d'Aquino, marquis de Pescara, puis Giovan Battista Carafa, comte d'Airola[1] ;
- Costanza, qui épouse Pier Bernardino Gaetani, comte de Morcone[1] ;
- Orsina, qui épouse d'abord Marcello Colonna, seigneur de Calabritto, Gallicano et Zagarolo, puis Alfonso d'Avalos, comte de Pomarico[1] ;
- Trifata, qui épouse d'abord Fabrizio Spinelli, seigneur de Roccaguglielma, puis le condottiere Virginio Orsini[1].

En secondes noces avec Caterina Sanseverino, avec qui il a une fille :
- Alfonsina, qui épousa Piero de' Medici, seigneur de Florence. Ce sont les grands-parents paternels de Catherine de Médicis, reine de France.

Il a également eu deux enfants illégitimes :
- Mario, qui épouse Caterina Zurolo, donnant naissance à la branche Orsini d'Oppido et Pacentro ; en plus d'Oppido, de son épouse, il reçut également en dot les fiefs de Casalaspro et Pietragalla, faisant partie d'un comté, hérités par elle de son père Francesco Zurolo par investiture réalisée par le roi du royaume de Naples Ferrante d'Aragona en 1480[1] ;
- Girolama, qui épouse Paolo Vitelli, mercenaire et chef au service de la république de Florence, qui l'exécute pour trahison en 1499[1].

## Décoration
- Chevalier de l'Ordre de l'Hermine (Royaume d'Aragon), 1463